# Чорна рука
«Чо́рна рука́» (серб. Црна рука), або «Є́дність або́ смерть» (серб. Уједињење или смрт) — шовіністична сербська організація, яка боролась за пансербістську ідею «Великої Сербії» з підпорядкуванням Королівству Сербів слов'янських народів Балкан, що перебували тоді на теренах Австрійської і Османської імперій. Організація використовувала терористичні методи, через що й була названа національно-терористичною. Її програмі діяльності відповідало гасло «Єдність або смерть». Була заснована у 1901 році зі штаб-квартирою у Белграді, маючи чисельність до 2 500 осіб. Члени керівництва організації брали участь у вбивстві 11 червня 1903 року короля Сербії Олександра І Обреновича разом із дружиною Драгою.

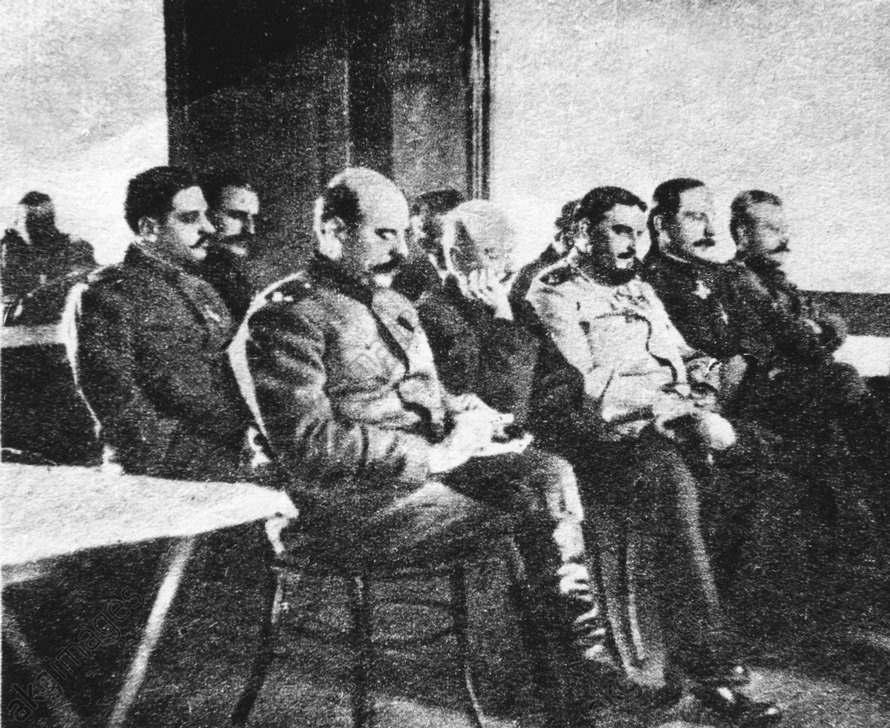
Суд над керівництвом «Чорної руки». 1917

Головою організації був сербський полковник Драгутин Дмитрієвич, псевдонім «Апіс», командувач військової розвідки Сербії. Дочірньою організація була «Млада Босна», головою якої був Гаврило Принцип.
Організація організувала невдалі замахи 1911 року на Франца Йосифа І, губернатора Боснії генерала Оскара Потіорека.
У 1914 році 28 червня у Сараєво організація спланувала напад на ерцгерцога Фердинанда. О 10 ранку 5 терористів вистежували кортеж Фердинанда. Неделько Чабринович кинув бомбу, однак Фердинанд відбив гранату, і граната впала поза машину, але легко зачепила одну людину. Потім Фердинанд, не узгодивши свій план, поїхав до шпиталю навідати свого «захисника». Але ерцгерцог занадто пізно повідомив про зміну маршруту. Побачивши помилку, водій почав рухатись назад, але моментально вибіг Гаврило Принцип і вистрілив у Софію (дружину Фердинанда), яка на той час була вже вагітна. Вона одразу померла. А Фердинанд за 5 хвилин потім помер.
Командувач сербської армії князь Олександр запідозрив організацію у підготовці державного перевороту. Керівники були затримані. Дмитрієвича 23 травня 1917 року суд визнав винним і 27 червня 1917 року його стратили у Салоніках.

## Сараєвський процес
Гаврила Принципа засудили до 20 років ув'язнення. Однак він помер за 4 роки після ув'язнення.

## Наслідки
Після вбивства спадкоємця престолу Сербія за підтримки Російської імперії відмовилась провести відкрите розслідування за участі представників Австро-Угорщини, яка зрештою оголосила війну Сербії, внаслідок чого розпочалась Перша світова війна.

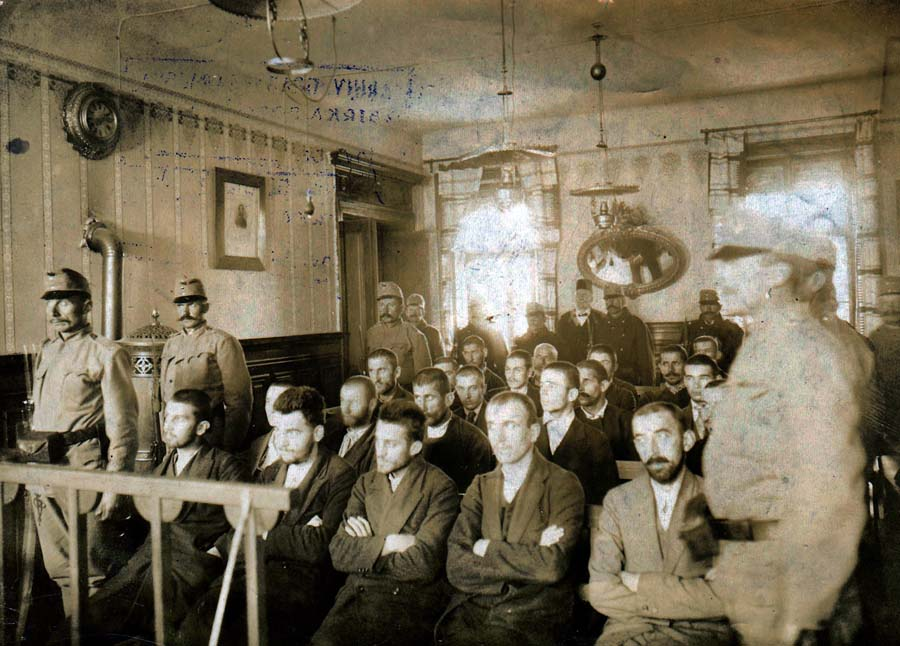
Процес над Принципом у Сараєві